# Neto sadašnja vrijednost
Neto sadašnja vrijednost (eng. net present value) je metoda procjenjivanja vrijednosti kapitalnih projekata ili financijskih proizvoda koja se temelji na budućim novčanim tokovima, vremenskoj vrijednosti novca, kamatnim stopama i riziku.